# Blencow

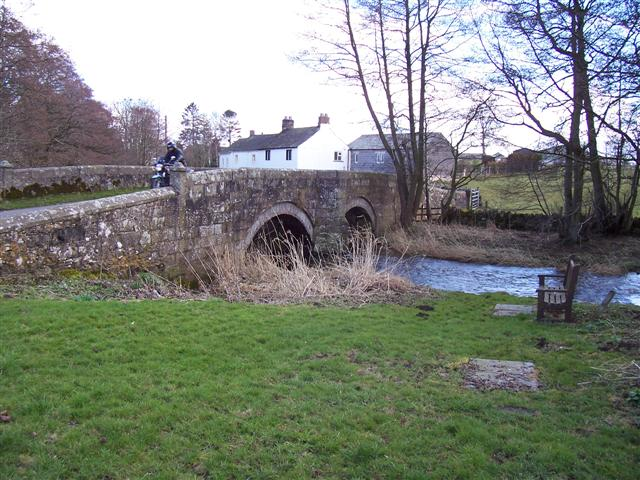
Brücke bei Great Blencow

Blencow, gelegentlich auch Blencowe genannt, ist ein Ort in Cumbria in Nord-West-England. Der Ort wird durch den Fluss Petteril in Little Blencow im Norden bzw. Great Blencow im Süden geteilt.
Der Ort gab dem Bahnhof Blencow an der Bahnstrecke Penrith–Cockermouth der Cockermouth, Keswick and Penrith Railway den Namen, obwohl der Bahnhof am Rande des benachbarten Ortes Newbiggin lag.
Der Politiker William Whitelaw wohnte lange Zeit in einem Haus am südlichen Rand des Ortes.
Koordinaten: 54° 41′ N, 2° 51′ W